# Rhodopetoma rhodope
Rhodopetoma rhodope är en snäckart som först beskrevs av Dall 1919.  Rhodopetoma rhodope ingår i släktet Rhodopetoma och familjen Turridae. Inga underarter finns listade i Catalogue of Life.